# BMW řady 3 (E30)

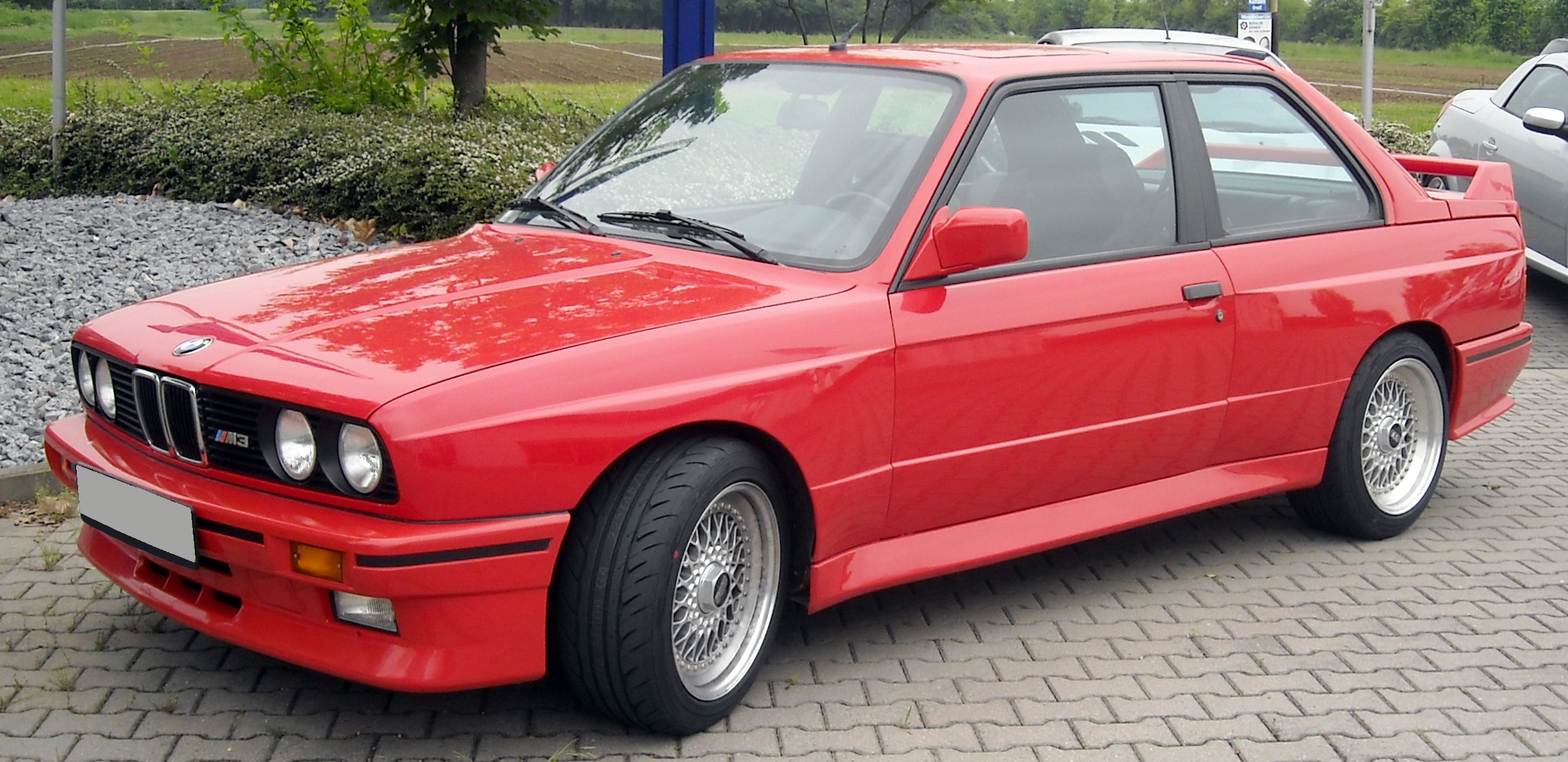
první BMW M3

BMW řada 3 model E30 byl vyráběn v letech 1982 až 1991. Kromě kupé a kabrioletu (do roku 1993) se nabídka rozšířila o dvou- a čtyřdveřový sedan a pětidveřové kombi (od roku 1987). Motor byl vpředu, pohon zadních (tato koncepce je pro BMW typická) nebo všech kol (od roku 1985). Cena oproti předchůdci byla téměř dvojnásobná. Poprvé se objevil sportovní model M3, který měl výkon 143 kW, v pozdějších verzích i 175kW. Ze stejné platformy vychází i model Z1.

## M3
Vyráběla ho společnost BMW M GmbH. Původně byla určena pro okruhové závody. Tehdejší předpisy vyžadovaly homologaci na základě 5 tisícové série. M3 se pozná podle vyššího víka kufru, jiného sklonu zadního okna, rozšířených blatníků a spojlerů. Původně se vyráběla z verze 2door sedan, až ke konci se přidal i kabriolet. V interieru byly sportovní sedadla a volant zdobená logem divize M. Brzdy pocházejí z řady 5. Pětistupňová převodovka Getrag měla první rychlostní stupeň doleva k sobě dolů, tak jak to bylo u tehdejších závodních aut zvykem. Později se objevily vylepšené verze M3 Evolution I, Evolution II a Sports Evolution, speciální edice Europa Meister a Johnny Ceccoto/Ravaglia.

## Závodní úspěchy
Vůz byl velice úspěšný v Německém mistrovství DTM. Kromě toho ale Bernard Beguin zvítězil i na rallyeové soutěží na Korsice.

## Modely
- 316 – Nejlevnější model s karburátorem
- 316i
- 318i
- 318is – 16ventilová hlava válců
- 320i
- 320is – Verze speciálně vyráběná pro italský a portugalský trh
- 323i – Později nahrazen motorem 325i
- 325i
- 325e – Motor konstruován k větší účinnosti a úspoře paliva
- 325iX – Verze s pohonem všech kol
- 324d – Diesel
- 324td – Turbodiesel
- M3

## Tabulka motorů s parametry
| Model               | Zdvihový objem | Počet a uspořádání válců | Ventilový rozvod | Palivo | Výkon                                | Kroutící moment          | Kód motoru | Zrychlení 0–100 km/h | Max. rychlost | Roky výroby |
| ------------------- | -------------- | ------------------------ | ---------------- | ------ | ------------------------------------ | ------------------------ | ---------- | -------------------- | ------------- | ----------- |
| 316                 | 1766 cm3       | R4                       | SOHC 8V          | Benzín | 66 kW @ 5500 rpm                     | 140 @ 4000 rpm           | M10B18     | 12,5 s               | 163 km/h      | 1983–1988   |
| 316i                | 1766 cm3       | R4                       | SOHC 8V          | Benzín | 77(Kat. 75) kW @ 5500 rpm            | 145(Kat. 140) @ 4500 rpm | M10B18     | 12.2 s               | 191 km/h      | 1982–1989   |
| 316i                | 1596 cm3       | R4                       | SOHC 8V          | Benzín | 75(Kat. 73) kW @ 5500 rpm            | 141(Kat. 143) @ 4250 rpm | M40B16     | 12.1 s               | 195 km/h      | 1988–1993   |
| 318i                | 1766 cm3       | R4                       | SOHC 8V          | Benzín | 77(Kat. 75) kW @ 5500 rpm            | 145 @ 4500 rpm           | M10B18     | 11.2 s               | 184 km/h      | 1983–1987   |
| 318i                | 1796 cm3       | R4                       | SOHC 8V          | Benzín | 85(Kat. 83) kW @ 5500 rpm            | 165(Kat. 162) @ 4250 rpm | M40B18     | 11.2 s               | 184 km/h      | 1987–1993   |
| 318is               | 1796 cm3       | R4                       | DOHC 16V         | Benzín | 100 kW @ 6000 rpm                    | 172 @ 4600 rpm           | M42B18     | 9 s                  | 202 km/h      | 1989–1991   |
| 320i                | 1990 cm3       | R6                       | SOHC 12V         | Benzín | 95/92* kW @ 5900 rpm                 | 165/174* @ 4700 rpm      | M20B20     | 10.4 s               | 196 km/h      | 1983–1993   |
| 320is               | 1990 cm3       | R4                       | DOHC 16V         | Benzín | 141 kW @ 6900 rpm                    | 210 @ 4900 rpm           | S14B20     | 7,5 s                | 230 km/h      | 1988–1991   |
| 323i                | 2316 cm3       | R6                       | SOHC 12V         | Benzín | 102 kW @ 5300 rpm/110 kW @ 6000 rpm* | 205 @ 4000 rpm           | M20B23     | 9.0 s                | 204 km/h      | 1983–1987   |
| 325i                | 2494 cm3       | R6                       | SOHC 12V         | Benzín | 125 kW @ 5800 rpm                    | 222 @ 4300 rpm           | M20B25     | 8.3 s                | 218 km/h      | 1985–1991   |
| 325ix               | 2494 cm3       | R6                       | SOHC 12V         | Benzín | 126 kW @ 5900 rpm                    | 226 @ 4000 rpm           | M20B25     | 9,2 s                | 212 km/h      | 1985–1991   |
| 325e                | 2693 cm3       | R6                       | SOHC 12V         | Benzin | 90 kW @ 4250 rpm/95 kW @ 4800 rpm*   | 230/240* @ 3250 rpm      | M20D27     | 10,4 s               | 196 km/h      | 1985–1987   |
| M3                  | 2301 cm3       | R4                       | DOHC 16V         | Benzín | 147(Kat.143) kW @ 6750 rpm           | 240(Kat.230) @ 4750 rpm  | S14B23     | 6,9 s                | 233 km/h      | 1985–1991   |
| M3 Evolution        | 2301 cm3       | R4                       | DOHC 16V         | Benzín | 162 kW @ 6750 rpm                    | 245 @ 4750 rpm           | S14B23     | 6,7 s                | 235 km/h      | 1987–1988   |
| M3 Sports Evolution | 2467 cm3       | R4                       | DOHC 16V         | Benzín | 175 kW @ 7000 rpm                    | 240 @ 4750 rpm           | S14B25     | 6,5 s                | 248 km/h      | 1989–1990   |
| 324d                | 2443 cm3       | R6                       | SOHC 12V         | Nafta  | 63 kW @ 4600 rpm                     | 152 @ 2500 rpm           | M21D24     | 16,1 s               | 165 km/h      | 1985–1990   |
| 324td               | 2443 cm3       | R6                       | SOHC 12V         | Nafta  | 85 kW @ 4800 rpm                     | 220 @ 2400 rpm           | M21D24     | 11,9 s               | 187 km/h      | 1987–1990   |

- – Hodnota se měnila s rokem výroby.

(Kat. XX) – Hodnota pro verzi s katalyzátorem